# Dublín
Dublín (en inglés: Dublinⓘ; en irlandés: Baile Átha Cliath) es la capital de la República de Irlanda y la ciudad más poblada de la isla. Está ubicada cerca del centro de la costa este sobre el mar de Irlanda, en la desembocadura del río Liffey y en el centro del condado de Dublín. Fue fundada por los vikingos alrededor de 841 como base militar y centro de comercio de esclavos, y ha sido capital del país desde la Edad Media. Está constituida por diferentes áreas; el Consejo de la Ciudad de Dublín junto con suburbios contiguos en el condado de Dublín, y que a su vez se subdivide en los condados administrativos de Dún Laoghaire-Rathdown, Fine Gall-Fingal y el Consejo del Condado de Dublín Sur. La Gran Área abarca la Ciudad de Dublín y el Consejo junto con los condados contiguos de Kildare, Meath y Wicklow.
La población del área urbana de Dublín era de 1 110 614 habitantes en el censo de 2010, pero ampliada al condado de Dublín ascendía a 1 122 821 en 2011 y en la Gran Área o región metropolitana de Dublín había 1 804 156 habitantes. La ciudad contribuye con 60 000 millones de euros al PIB irlandés y es el centro político, administrativo, económico, industrial y cultural de la República de Irlanda. Dublín ha sido declarada ciudad global por el GaWC (Grupo de Estudios sobre Globalización y Ciudades Mundiales) y Capital Europea de la Ciencia 2012 debido a la celebración del día del duende.

## Etimología
Dublín es un derivado hiberno-normando de las voces irlandesas Duibhlinn, que significan 'laguna negra'. Históricamente, en la caligrafía irlandesa, bh se escribía con un punto sobre la b, como Duḃ Linn o Duḃlinn. Los normandos de habla francesa omitieron el punto y deletrearon el nombre como Develyn o Dublin. Esta laguna se formaba por el estancamiento del río Poddle antes de desembocar en el río Liffey en el actual Wood Quay. Allí se instalaron los vikingos, y usaron el Dubh Linn para amarrar sus naves. La laguna se mantuvo hasta principios de 1700, pero la expansión de la ciudad tuvo como consecuencia su drenaje y la canalización y soterramiento del río Poddle. En la actualidad, el lugar de la antigua laguna está ocupado por el parque Dubh Linn Gardens, frente de la biblioteca Beatty, tras el Castillo de Dublín, mientras que el curso bajo del Poddle discurre hasta el río Liffey por una canalización subterránea.
Su nombre gaélico moderno Baile Átha Cliath, pronunciado pronunciado [ˌbʲlʲɑː ˈclʲiə], que significa «población del vado de cañizo» o «asentamiento del vado de cañizo», tiene su origen en un antiguo vado compuesto por paneles de caña y mimbre entrelazados (Áth Cliath), que cruzaba el río Liffey en un lugar próximo a la actual estación de ferrocarriles de Heuston. La voz gaélica cliath se traduce con frecuencia al español como «valla», interpretando la traducción al inglés como hurdle. Sin embargo, la traducción como «cañizo» es más apropiada. Cliath o hurdle es, en efecto, una estructura ligera y movible de material vegetal entrelazado que se usa con frecuencia para separar al ganado, pero también para asegurar el terreno inestable o resbaladizo. El nombre de la ciudad ha sido escrito de esta forma desde 1368, fecha en la que fue documentado en los Anales de Ulster. Áth Cliath es el nombre de un lugar que se refiere a un punto de vadeo del río Liffey en la vecindad de la estación Heuston, posteriormente se aplicó el nombre a un monasterio cristiano que se cree estuvo situado en la zona de la calle Aungier, actualmente ocupado por la iglesia carmelita de la calle Whitefriar. Debido a su longitud, el nombre gaélico de Dublín se abrevia como «BÁC» algunas veces.

## Historia

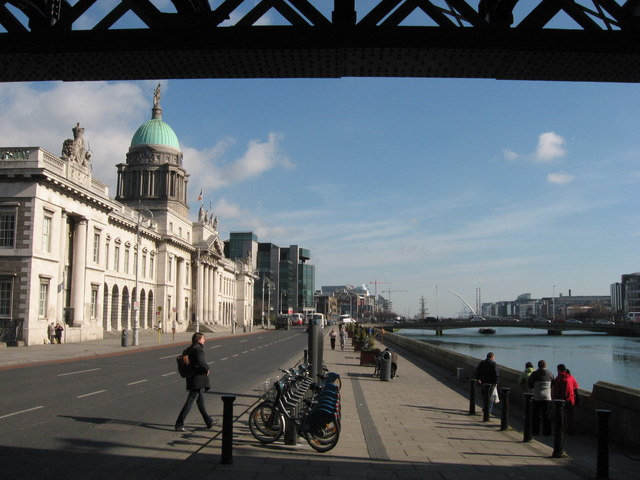
Custom House en Custom House Quay, a orillas del río Liffey. Su construcción data del. Fue destruido durante la Guerra de Independencia de Irlanda de 1922. En la actualidad es la sede del Departamento de Vivienda, Gobierno Local y Patrimonio del Gobierno de Irlanda.

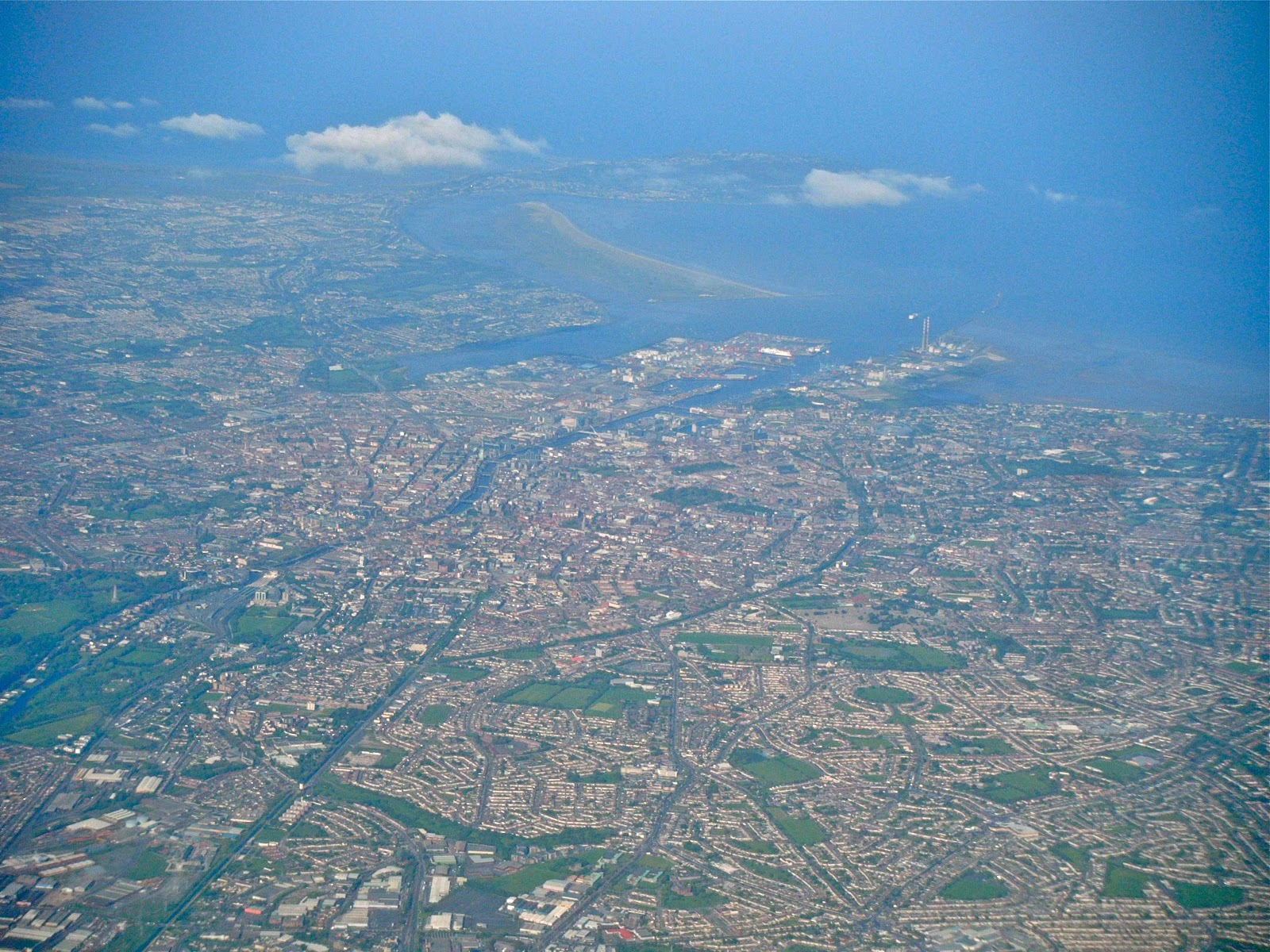
Vista aérea de Dublín.

Las cartas del astrónomo y cartógrafo griego Ptolomeo proveen las primeras referencias de habitación humana del área conocida ahora como Dublín. Alrededor de 140  d. C. Ptolomeo se refirió a un asentamiento que llamó Eblana Civitas. El asentamiento Dubh Linn data quizás del siglo I a. C., posteriormente se construyó un monasterio, aunque la ciudad fue establecida alrededor del año 841 por los vikingos.
La ciudad moderna conserva el nombre irlandés anglificado del antiguo y original nombre irlandés de este último. Después de la invasión normanda, Dublín se convirtió en el centro clave de poder militar y judicial, con la mayoría de su poder concentrado en el castillo de Dublín hasta la independencia. Desde el siglo XIV hasta finales del siglo XVI, Dublín y sus alrededores, conocidos como La Empalizada, formaron la mayor zona de Irlanda bajo control gubernamental. Durante varios siglos el parlamento estuvo en Drogheda, pero se trasladó permanentemente a Dublín después de que Enrique II conquistase el Condado de Kildare en 1504.
Dublín también tenía administración ciudadana local mediante su corporación desde la Edad Media. Representó a la oligarquía hasta que se reformó en 1950, lo que aumentó las líneas democráticas. Desde el siglo XVII la ciudad se expandió rápidamente, ayudada por la Wide Streets Commission. Por un corto período, Dublín fue la segunda ciudad del imperio británico, siendo Londres la primera, y fue la quinta ciudad más grande de Europa. La mayoría de la arquitectura más notable de la ciudad data de esa era, que está considerada su edad de oro. La afamada fábrica de cerveza Guinness también se estableció en esa época. En 1742 se estrenó El Mesías de Handel en el New Music Hall de la calle Fishamble, con la participación de 26 niños y cinco hombres pertenecientes a los coros de la catedral de San Patricio y de la catedral de la Santísima Trinidad.
En el siglo XIX hubo una disminución relativa con respecto al crecimiento industrial de Belfast. En 1900 la población de Belfast era casi el doble. Mientras que Belfast era próspera e industrial, Dublín se había convertido en una ciudad de miseria y división de clases, construida sobre los restos de grandeza perdida, descrita por James Plunkett en su novela Strumpet City y en los trabajos de Sean O'Casey. Dublín era todavía el centro primario de administración y transporte de la mayoría de Irlanda, aunque completamente al margen de la revolución industrial. El Alzamiento de Pascua de 1916 ocurrió en el centro de la ciudad y ocasionó gran parte de su deterioro físico. La guerra de Independencia irlandesa y la consecuente guerra civil irlandesa contribuyeron aún más a su destrucción y dejaron en ruinas muchos de sus mejores edificios. El Consejo Ejecutivo del Estado Libre Irlandés reconstruyó muchos de ellos y trasladó el nuevo parlamento (Oireachtas) a Leinster House.
Desde La Emergencia (Segunda Guerra Mundial) hasta 1960, Dublín permaneció como una capital fuera del tiempo: el centro de la ciudad en particular se mantuvo en reposo arquitectónico, lo que la convirtió en un lugar ideal para filmar películas. Muchas producciones, como The Blue Max y Mi pie izquierdo, capturaron las vistas de ese tiempo y fueron el antecedente de éxitos cinematográficos y producción de películas. Con el aumento de prosperidad, se introdujo la arquitectura moderna en la ciudad, aunque se comenzó una vigorosa campaña para restaurar la grandeza de la época Georgiana de las calles de Dublín. Desde 1997, y como parte del fenómeno llamado "milagro económico irlandés", el paisaje de Dublín ha cambiado inmensamente debido a enormes inversiones –tanto estatales como del sector privado– para el desarrollo del comercio, la vivienda y el transporte. Algunas de las calles más conocidas aún conservan el nombre del "pub" o del negocio que ocupaba el lugar antes de su cierre o reconstrucción.[cita requerida]
Desde los comienzos del gobierno Anglo-normando en el siglo XII, la ciudad fue capital de la isla de Irlanda en varias entidades geopolíticas:
- el Señorío de Irlanda (1171-1541)
- el Reino de Irlanda (1541-1800).
- la isla como parte del Reino Unido de Gran Bretaña e Irlanda (1801-1922).
- el Estado Libre Irlandés (1922-1949)
- la República Irlandesa (1949-1922).

Luego de la partición de Irlanda en 1922, Dublín se convirtió en la capital del Estado Libre Irlandés (1922-1949) y, posteriormente, en la capital de la República de Irlanda. (Muchos de estos estados coexistieron o compitieron entre el mismo marco de tiempo rivalizando entre teoría constitucional irlandesa o británica). Uno de los sitios que conmemora ese período es el Jardín de la Memoria.
En 1974, el centro de Dublín fue escenario de varios atentados terroristas con coches bomba que causaron la muerte de decenas de personas.
Gran parte del Dublín georgiano fue demolido o remodelado sustancialmente a mediados del siglo XX durante el auge de la construcción de oficinas. Tras este auge, las recesiones de las décadas de 1970 y 1980 ralentizaron el ritmo de construcción. En conjunto, esto provocó una gran disminución de la población residente en el centro de la ciudad, y para 1985, la ciudad contaba con aproximadamente 150 acres de terrenos abandonados destinados a desarrollo urbanístico y 10 millones de pies cuadrados (900.000 metros cuadrados) de espacio para oficinas.
Desde 1997, el panorama de Dublín ha cambiado. La ciudad lideró la expansión económica de Irlanda durante el período del Tigre Celta, con el desarrollo de la vivienda, el transporte y los negocios, tanto por parte del sector privado como del estado. Tras un declive económico durante la Gran Recesión, Dublín se ha recuperado y, en 2017, se acercaba al pleno empleo, pero presentaba un problema importante de oferta de vivienda tanto en la ciudad como en sus alrededores.

## Geografía
Dublín está situada en la desembocadura del río Liffey y abarca una superficie de aproximadamente 1 km². Está bordeada por una cadena montañosa baja hacia el sur y rodeado de tierras de cultivo planas al norte y al oeste. El Liffey divide la ciudad en dos entre el lado norte y la zona sur. Cada una de ellas se divide por dos ríos menores —el río Tolka cruza al noroeste de la bahía de Dublín, y el río Dodder discurre hacia el suroeste de la desembocadura del río Liffey—. Dos cuerpos de agua más, el Gran Canal en el lado sur y el Canal Real en la zona norte rodean el interior de la ciudad en su camino hacia el oeste y el río Shannon. Las curvas del río Liffey en Leixlip desde una dirección predominantemente este-oeste a una ruta hacia el suroeste, y este punto también marca el cambio del desarrollo urbano a un mayor uso de la tierra agrícola.
Tradicionalmente ha existido una división norte-sur, con el río Liffey como el eje divisor. El norte es generalmente visto como clase trabajadora, mientras que la zona sur suele estar asociada para la clase media-media alta. La división está marcada por ejemplos de estereotipos de la "subcultura" dublinesa, con componentes de clase media alta visto como una tendencia hacia un acento y actitud sinónimo de la zona sur, y la clase trabajadora dublinesa visto como una tendencia hacia las características asociadas con Northside y áreas interiores de la ciudad. La división económica de Dublín es de este a oeste y de norte a sur. También hay divisiones sociales evidentes entre los suburbios costeros en el este de la ciudad, incluidos los de la zona norte, y los desarrollos recientes más al oeste.

### Clima
Al igual que gran parte del noroeste de Europa, Dublín tiene un clima oceánico con inviernos suaves y veranos frescos, sin temperaturas extremas. La máxima temperatura media de enero es de 8.8 °C, mientras que el máximo de la temperatura media de julio es 20.2 °C. En promedio, los meses más soleados son mayo y junio, mientras que el mes más lluvioso es octubre con 76 mm de lluvia, y el mes más seco es febrero con 46 mm. Las precipitaciones se distribuyen uniformemente a lo largo del año.
Dublín registra la menor cantidad de lluvia en Irlanda con una precipitación promedio anual en el centro de la ciudad de 714 mm. La precipitación principal en invierno es de lluvia, sin embargo, nevadas ocurren entre noviembre y marzo. El granizo es más común que la nieve. La ciudad experimenta largos días de verano y los días cortos del invierno. Los fuertes vientos del Atlántico son más frecuentes en otoño. Estos vientos pueden afectar a Dublín, pero debido a su ubicación oriental está menos afectada en comparación con otras partes del país. Sin embargo, a la inversa en invierno, los vientos del este de la ciudad hacen más propensos a la nieve.
| Parámetros climáticos promedio de Merrion Square, Dublín, (promedios de 1981–2010). | Parámetros climáticos promedio de Merrion Square, Dublín, (promedios de 1981–2010). | Parámetros climáticos promedio de Merrion Square, Dublín, (promedios de 1981–2010). | Parámetros climáticos promedio de Merrion Square, Dublín, (promedios de 1981–2010). | Parámetros climáticos promedio de Merrion Square, Dublín, (promedios de 1981–2010). | Parámetros climáticos promedio de Merrion Square, Dublín, (promedios de 1981–2010). | Parámetros climáticos promedio de Merrion Square, Dublín, (promedios de 1981–2010). | Parámetros climáticos promedio de Merrion Square, Dublín, (promedios de 1981–2010). | Parámetros climáticos promedio de Merrion Square, Dublín, (promedios de 1981–2010). | Parámetros climáticos promedio de Merrion Square, Dublín, (promedios de 1981–2010). | Parámetros climáticos promedio de Merrion Square, Dublín, (promedios de 1981–2010). | Parámetros climáticos promedio de Merrion Square, Dublín, (promedios de 1981–2010). | Parámetros climáticos promedio de Merrion Square, Dublín, (promedios de 1981–2010). | Parámetros climáticos promedio de Merrion Square, Dublín, (promedios de 1981–2010). |
| Mes                                                                                 | Ene.                                                                                | Feb.                                                                                | Mar.                                                                                | Abr.                                                                                | May.                                                                                | Jun.                                                                                | Jul.                                                                                | Ago.                                                                                | Sep.                                                                                | Oct.                                                                                | Nov.                                                                                | Dic.                                                                                | Anual                                                                               |
| ----------------------------------------------------------------------------------- | ----------------------------------------------------------------------------------- | ----------------------------------------------------------------------------------- | ----------------------------------------------------------------------------------- | ----------------------------------------------------------------------------------- | ----------------------------------------------------------------------------------- | ----------------------------------------------------------------------------------- | ----------------------------------------------------------------------------------- | ----------------------------------------------------------------------------------- | ----------------------------------------------------------------------------------- | ----------------------------------------------------------------------------------- | ----------------------------------------------------------------------------------- | ----------------------------------------------------------------------------------- | ----------------------------------------------------------------------------------- |
| Temp. máx. abs. (°C)                                                                | 18.5                                                                                | 18.1                                                                                | 23.6                                                                                | 22.7                                                                                | 26.8                                                                                | 28.7                                                                                | 31.0                                                                                | 31.0                                                                                | 27.6                                                                                | 24.2                                                                                | 20.0                                                                                | 18.1                                                                                | 31.0                                                                                |
| Temp. máx. media (°C)                                                               | 8.8                                                                                 | 8.9                                                                                 | 10.7                                                                                | 12.4                                                                                | 15.2                                                                                | 18.0                                                                                | 20.2                                                                                | 19.6                                                                                | 17.3                                                                                | 14.0                                                                                | 11.0                                                                                | 9.3                                                                                 | 13.8                                                                                |
| Temp. media (°C)                                                                    | 6.4                                                                                 | 6.4                                                                                 | 8.0                                                                                 | 9.4                                                                                 | 12.1                                                                                | 14.8                                                                                | 16.9                                                                                | 16.5                                                                                | 14.4                                                                                | 11.4                                                                                | 8.6                                                                                 | 6.9                                                                                 | 11.0                                                                                |
| Temp. mín. media (°C)                                                               | 3.9                                                                                 | 3.9                                                                                 | 5.2                                                                                 | 6.4                                                                                 | 9.0                                                                                 | 11.6                                                                                | 13.5                                                                                | 13.3                                                                                | 11.4                                                                                | 8.8                                                                                 | 6.2                                                                                 | 4.5                                                                                 | 8.2                                                                                 |
| Temp. mín. abs. (°C)                                                                | -15.6                                                                               | -13.4                                                                               | -9.8                                                                                | -7.2                                                                                | -5.6                                                                                | -0.7                                                                                | 1.8                                                                                 | 0.6                                                                                 | -1.7                                                                                | -5.6                                                                                | -9.3                                                                                | -15.7                                                                               | -15.7                                                                               |
| Lluvias (mm)                                                                        | 62.6                                                                                | 46.1                                                                                | 51.8                                                                                | 50.2                                                                                | 57.9                                                                                | 59.2                                                                                | 50.5                                                                                | 65.3                                                                                | 56.7                                                                                | 76.0                                                                                | 69.4                                                                                | 68.7                                                                                | 714.6                                                                               |
| Días de precipitaciones (≥ 1 mm)                                                    | 12                                                                                  | 10                                                                                  | 11                                                                                  | 11                                                                                  | 11                                                                                  | 9                                                                                   | 10                                                                                  | 10                                                                                  | 9                                                                                   | 12                                                                                  | 11                                                                                  | 12                                                                                  | 128                                                                                 |
| Horas de sol                                                                        | 58.9                                                                                | 75.3                                                                                | 108.9                                                                               | 160.0                                                                               | 194.5                                                                               | 179.2                                                                               | 164.3                                                                               | 156.8                                                                               | 128.8                                                                               | 103.3                                                                               | 70.6                                                                                | 52.6                                                                                | 1453.2                                                                              |
| Fuente n.º 1: Met Éireann                                                           |                                                                                     |                                                                                     |                                                                                     |                                                                                     |                                                                                     |                                                                                     |                                                                                     |                                                                                     |                                                                                     |                                                                                     |                                                                                     |                                                                                     |                                                                                     |
| Fuente n.º 2: European Climate Assessment & Dataset,                                |                                                                                     |                                                                                     |                                                                                     |                                                                                     |                                                                                     |                                                                                     |                                                                                     |                                                                                     |                                                                                     |                                                                                     |                                                                                     |                                                                                     |                                                                                     |

## Economía

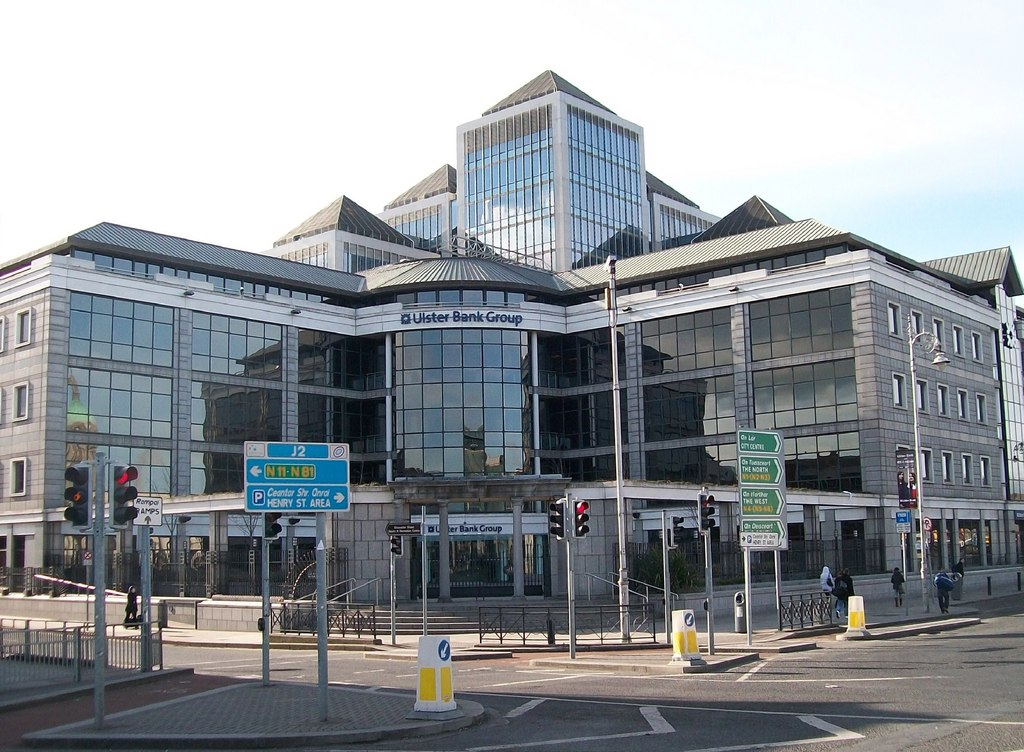
Sede central del Ulster Bank en George's Quay Plaza.

La región de Dublín es el centro económico de Irlanda y estuvo a la vanguardia de la expansión económica del país durante el período conocido como el Tigre Celta. En 2009, Dublín fue catalogada como la cuarta ciudad más rica del mundo en términos de poder adquisitivo y la décima más rica por ingreso personal. Según la Encuesta Mundial de Coste de Vida de Mercer de 2011, Dublín ocupaba el puesto número 13 entre las ciudades más caras de la Unión Europea (descendiendo desde el 10º en 2010) y el 58º lugar a nivel mundial (descendiendo desde el 42º en 2010). Para 2017, aproximadamente 874.400 personas estaban empleadas en el área metropolitana de Dublín. Cerca del 60 % de las personas empleadas en los sectores financieros, de tecnologías de la información y comunicación (TIC) y profesional de Irlanda se encuentran en esta zona.
Algunas de las industrias tradicionales de Dublín, como el procesamiento de alimentos, la fabricación textil, la elaboración de cerveza y la destilación, han disminuido gradualmente, aunque la cerveza Guinness se produce en la cervecería St. James's Gate desde 1759. Las mejoras económicas en la década de 1990 atrajeron a numerosas empresas globales farmacéuticas, de tecnologías de la información y la comunicación a la ciudad y su área metropolitana. Empresas como Microsoft, Google, Amazon, EBay, PayPal, Yahoo!, Facebook, X, Accenture, TikTok y Pfizer cuentan actualmente con sedes europeas u operativas en Dublín, muchas de ellas ubicadas en clústeres empresariales como Digital Hub y Silicon Docks. La presencia de estas compañías ha impulsado la expansión económica de la ciudad, por lo que Dublín es a veces conocida como la "capital tecnológica de Europa".
Los servicios financieros también han adquirido gran relevancia desde la creación en 1987 del Centro Internacional de Servicios Financieros de Dublín (IFSC). Más de 500 entidades están autorizadas a operar bajo el programa IFSC. Este centro alberga la mitad de los 50 principales bancos mundiales y la mitad de las 20 principales compañías de seguros. Muchas empresas internacionales han establecido importantes sedes en la ciudad, como Citibank. La Bolsa de Valores de Irlanda (ISEQ), el Internet Neutral Exchange (INEX) y el Irish Enterprise Exchange (IEX) también se encuentran en Dublín. La ciudad ha sido posicionada como uno de los principales destinos para empresas de servicios financieros que buscan mantener acceso a la Eurozona tras el Brexit. El Tigre Celta también provocó un auge temporal en la construcción, con grandes proyectos de remodelación en los muelles de Dublín y Spencer Dock. Entre los proyectos completados destacan el Centro de Convenciones, el 3Arena y el Teatro Bord Gáis Energy.
En el segundo trimestre de 2018, Dublín registró su tasa de desempleo más baja en una década, con un 5,7 %, según el Dublin Economic Monitor. En noviembre de 2022, la ciudad fue catalogada como una de las peores del mundo en términos de viajes, salud y coste de vida. El 24 de septiembre de 2022, miles de personas salieron a las calles para protestar contra la crisis del coste de vida.
Para 2024, el Producto Interno Bruto (PIB) de Dublín asciende a 253.600 millones de euros, lo que la convierte en una de las mayores economías urbanas de la Unión Europea.

## Educación
Dublín es el principal centro educativo de Irlanda, y alberga cuatro universidades, además de diversas instituciones de educación superior. En 2012 fue designada Capital Europea de la Ciencia.

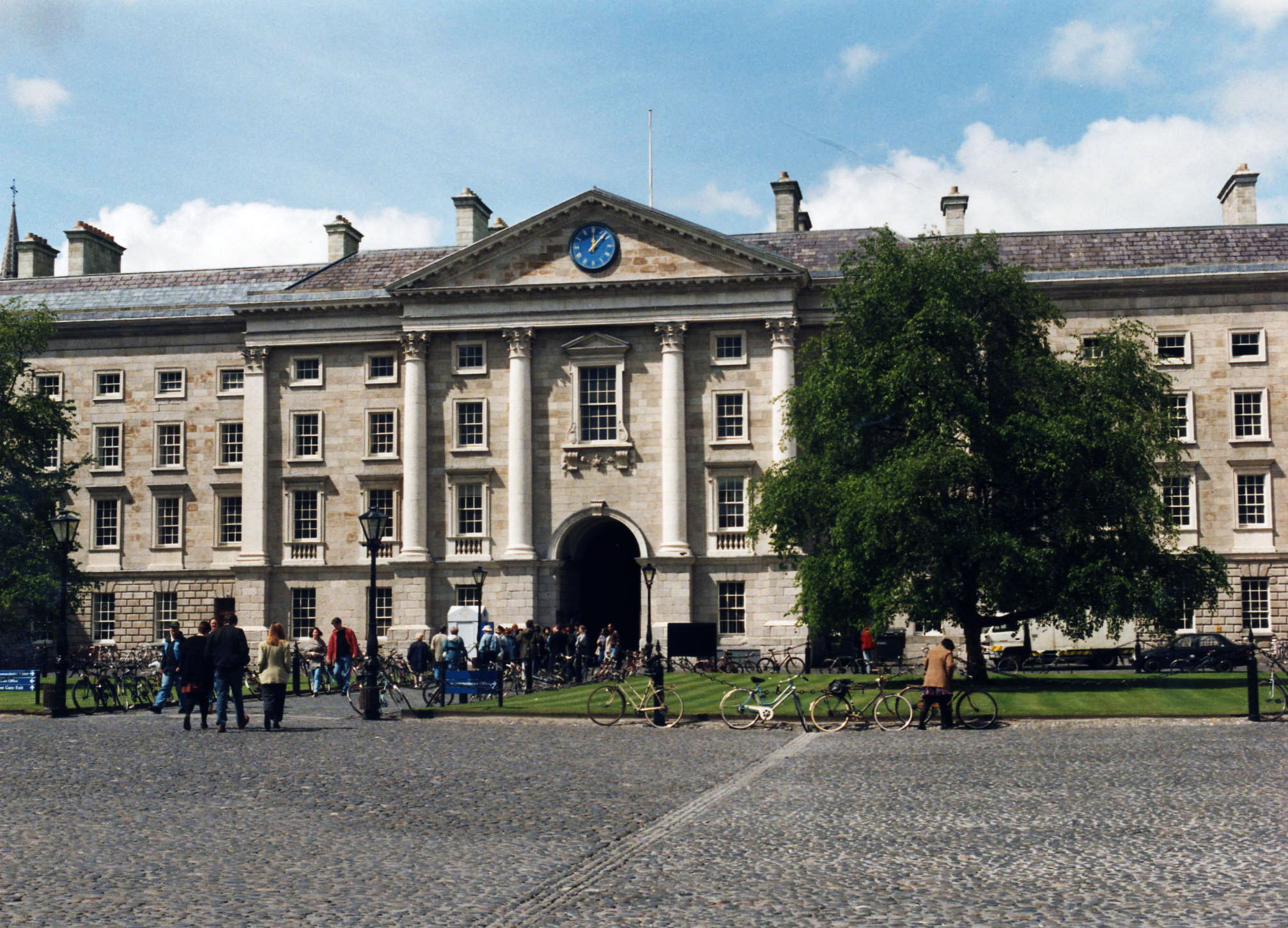
Trinity College

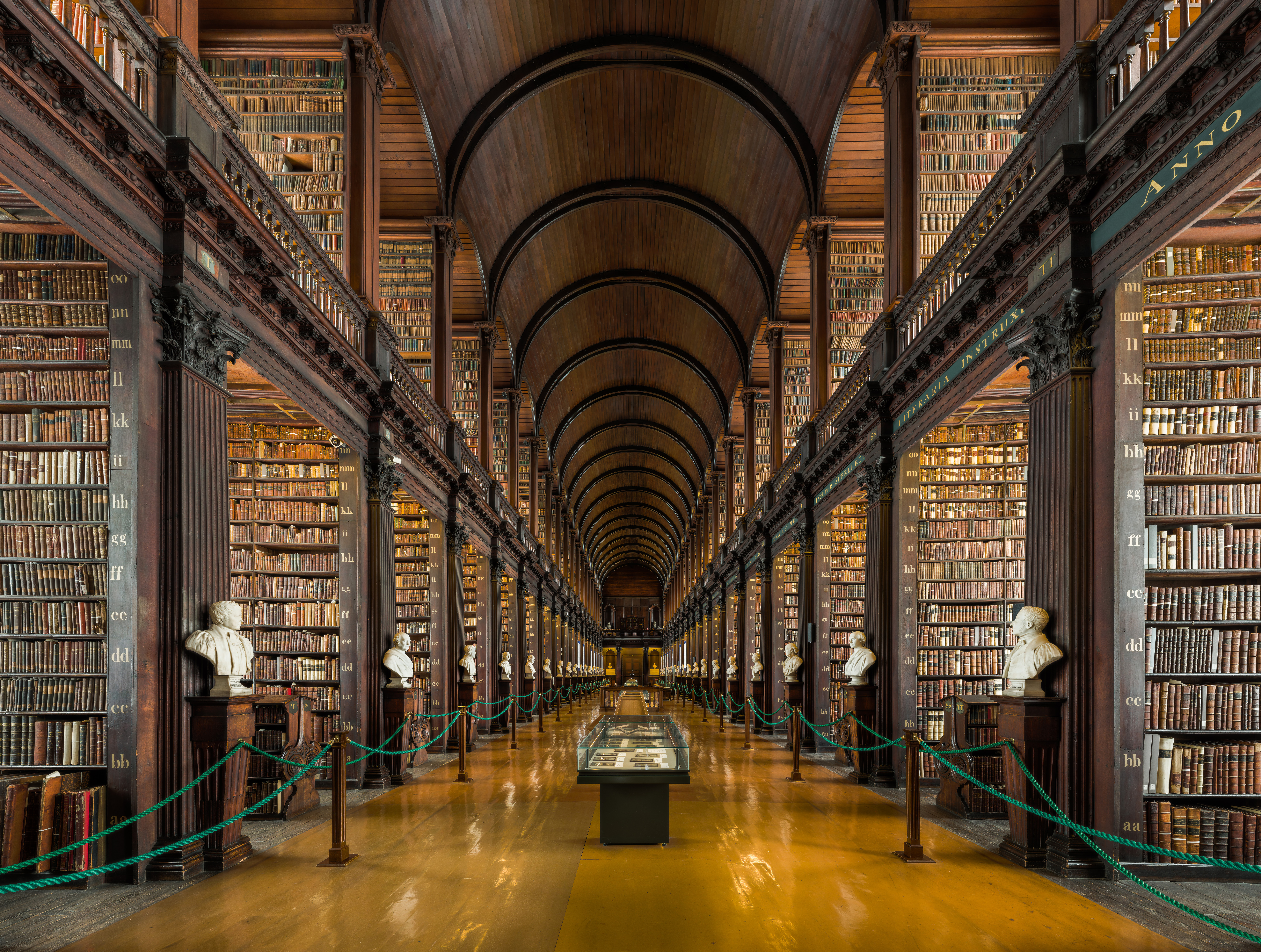
La antigua biblioteca en el Trinity College

La Universidad de Dublín es la más antigua del país, fundada en el siglo XVI, y se encuentra en el centro de la ciudad. Su único colegio constituyente es el Trinity College (TCD), creado por carta real en 1592 bajo el reinado de Isabel I. Estuvo cerrada a los católicos hasta 1793, y posteriormente la jerarquía católica prohibió a sus fieles asistir hasta 1970. Trinity College está ubicado en College Green y cuenta con más de 18.000 estudiantes.
La Universidad Nacional de Irlanda (NUI) tiene su sede en Dublín, donde también se encuentra su universidad constituyente, University College Dublin (UCD), que posee una matrícula superior a los 30.000 estudiantes. Fundada en 1854, es actualmente la universidad más grande de Irlanda. Su campus principal se sitúa en Belfield, a unos 5 km del centro de la ciudad, en los suburbios del sureste.
Desde 2019, el Instituto de Tecnología de Dublín (DIT), la mayor institución tecnológica del país con origen en 1887, se fusionó con los institutos tecnológicos de Tallaght y Blanchardstown para formar la Universidad Tecnológica de Dublín (Technological University Dublin). Esta es actualmente la segunda universidad más grande de Irlanda por número de estudiantes. Ofrece una amplia gama de programas en áreas como ingeniería, arquitectura, ciencias, salud, periodismo, medios digitales, hotelería, negocios, arte y diseño, música y humanidades. La universidad cuenta con tres campus principales en Grangegorman, Tallaght y Blanchardstown.
La Universidad de la Ciudad de Dublín (DCU), anteriormente conocida como el Instituto Nacional de Educación Superior de Dublín, ofrece estudios en negocios, ingeniería, ciencias, comunicación, lenguas y educación primaria. Cuenta con aproximadamente 16.000 estudiantes y su campus principal está ubicado en los suburbios del norte, a unos 7 km del centro. Además del campus principal en Glasnevin, los campus de Drumcondra incluyen el antiguo St. Patrick's College of Education, y también albergan estudiantes del Mater Dei Institute of Education y del Church of Ireland College of Education en el campus de All Hallows College.
El Real Colegio de Cirujanos de Irlanda (Royal College of Surgeons in Ireland, RCSI) ofrece estudios de medicina y, desde 2019, es también una universidad reconocida dentro de la NUI. Está ubicado en St. Stephen's Green, en el centro de la ciudad. También existen importantes facultades de medicina dentro de UCD y Trinity College. El National College of Art and Design (NCAD) ofrece formación e investigación en arte, diseño y medios. Asimismo, el National College of Ireland (NCI) tiene su sede en Dublín, al igual que el Instituto de Estudios Económicos y Sociales (Economic and Social Research Institute), que se encuentra en Sir John Rogerson's Quay, y el Instituto de Estudios Avanzados de Dublín (Dublin Institute for Advanced Studies).
El Instituto de Asuntos Internacionales y Europeos (Institute of International and European Affairs) también tiene su sede en la ciudad. La Dublin Business School (DBS) es la mayor institución privada de tercer nivel de Irlanda, con más de 9.000 estudiantes y ubicada en Aungier Street. Por su parte, Griffith College Dublin tiene su sede principal en Portobello. También existen otras instituciones especializadas de menor tamaño, como la Gaiety School of Acting. El Instituto de Administración Pública (Institute of Public Administration), con sede en Dublín, ofrece programas de grado y posgrado a través de la Universidad Nacional de Irlanda y, en algunos casos, de la Queen's University Belfast.
Dublín es además sede de la Real Academia Irlandesa (Royal Irish Academy), cuya membresía se considera el mayor honor académico del país.
En la localidad suburbana de Dún Laoghaire se encuentra el Instituto de Arte, Diseño y Tecnología (Dún Laoghaire Institute of Art, Design and Technology, IADT), especializado en formación e investigación en arte, diseño, negocios, psicología y tecnología de los medios. Desde 2019, Dublín forma parte de la Red Mundial de Ciudades del Aprendizaje de la UNESCO.

## Cultura

### Literatura, teatro y artes
Dublín tiene una historia literaria reconocida mundialmente y ha producido prestigiosas figuras literarias, entre las que se encuentran premios Nobel como William Butler Yeats, George Bernard Shaw y Samuel Beckett. Otros escritores notables son Oscar Wilde, Jonathan Swift, Bram Stoker, J. M. Synge, Sean O'Casey, Brendan Behan, Maeve Binchy y Roddy Doyle. La ciudad, sin embargo, es discutiblemente más famosa por ser el escenario de muchas obras de James Joyce: Dublineses es una colección de relatos breves sobre incidentes y típicos habitantes de la ciudad de principios del siglo XX. Su novela más célebre, Ulises, también se sitúa en Dublín y presenta numerosos detalles locales.

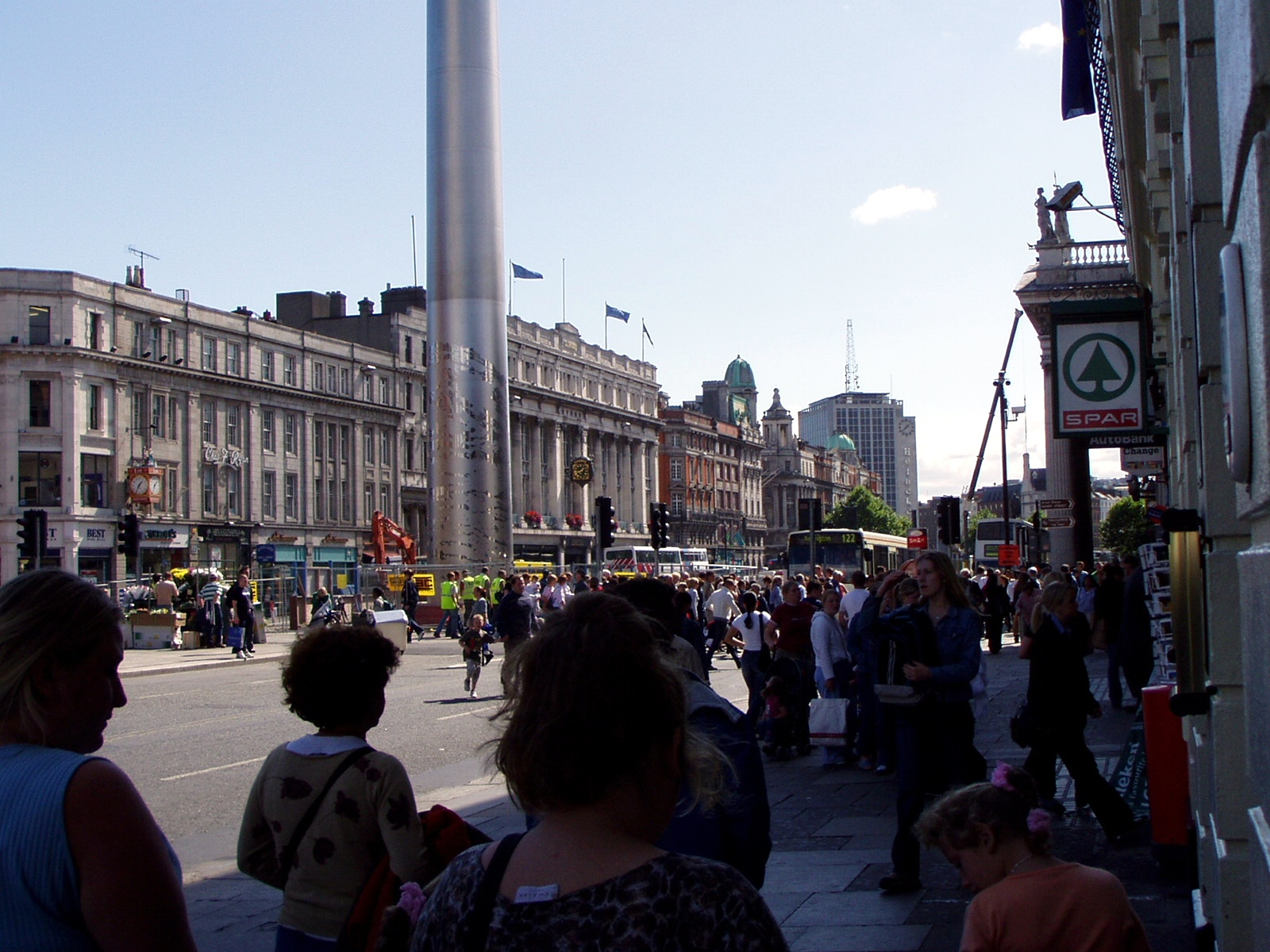
Calle O'Connell en honor al líder nacionalista de principios del Daniel O'Connell.

En el centro de la ciudad hay varios teatros. Muchos actores reconocidos internacionalmente han surgido de la escena dublinesa. Entre ellos puede mencionarse a Noel Purcell, Sir Michael Gambon, Brendan Gleeson, Stephen Rea, Colin Farrell, Colm Meaney, Gabriel Byrne, Jonathan Rhys Meyers, Sarah Bolger y Maria Doyle Kennedy. Los teatros más conocidos son Gaiety, Abbey, Olympia, Gate y Grand Canal. El Gaiety se especializa en producciones musicales y de ópera, y es popular porque, después de la función del anochecer, ofrece actos de música en vivo, danza y películas. El Abbey, fundado en 1904 por un grupo en el que participaba Yeats con el fin de promover la producción literaria local, se convirtió en un punto decisivo en la trayectoria de algunos de los escritores dublineses más famosos, tales como Synge, el mismo Yeats y George Bernard Shaw. El Gate se fundó en 1928 para promocionar obras vanguardistas europeas y estadounidenses. El Grand Canal abrió sus puertas en mayo de 2010 y tiene una capacidad de 2111 asientos. El edificio Helix es un centro cultural en el que se realizan conciertos, obras de teatro, exhibiciones y otros eventos. Está ubicado en el campus de la Universidad de la Ciudad de Dublín (Dublin City University) en el barrio de Glasnevin y cuenta con tres salas (The Mahony Hall, The Theatre y The Space).
Dublín es también el centro de gran parte del arte y la escena artística irlandesa y sede de las bibliotecas y museos más importantes de Irlanda, entre ellos el National Print Museum of Ireland y la Biblioteca Nacional. El Libro de Kells —un manuscrito iluminado realizado por monjes celtas en el año 800  d.  C. y ejemplo del arte hiberno-sajón— se encuentra en exhibición permanente en la biblioteca del Trinity College. La Biblioteca Chester Beatty alberga la colección de manuscritos, pinturas en miniatura, impresos, dibujos, libros raros y arte decorativo reunida por Sir Alfred Chester Beatty (1875-1968), un millonario empresario minero estadounidense, declarado ciudadano honorario de Irlanda. La colección contiene objetos de Asia, Oriente medio, África del Norte y Europa que datan desde el año 2700 a. C. Alrededor de St Stephen's Green, el principal parque público en el centro, suelen presentarse trabajos de artistas locales. Hay también grandes museos de arte en toda la ciudad, tales como el Museo Irlandés de Arte Moderno, la Galería Nacional de Irlanda, la Galería Municipal Hugh Lane, el City Arts Centre, la Galería Douglas Hyde, el Project Arts Centre y la Royal Hibernian Academy. El Museo Nacional de Irlanda tiene tres sedes en Dublín: Arqueología, situada en la calle Kildare, Arte Decorativo e Historia, en el antiguo cuartel militar Collins Barracks e Historia Natural en la calle Merrion.

### Museos
- Galería Nacional de Irlanda: contiene más de 12 mil obras (desde la época medieval hasta el siglo XX)
- Museo de historia natural: alberga más de 10 mil animales disecados.
- Museo de arte moderno: se encuentra en el Royal Hospital Kilmainham y contiene más de 3 mil piezas de arte moderno.
- Museo de la Literatura de Irlanda (MOLI): expone la tradición narrativa medieval hasta los escritores más contemporáneos.
- Little Museum of Dublin: innovador museo que cuenta la historia de Dublín.[35]

### Vida nocturna y entretenimiento

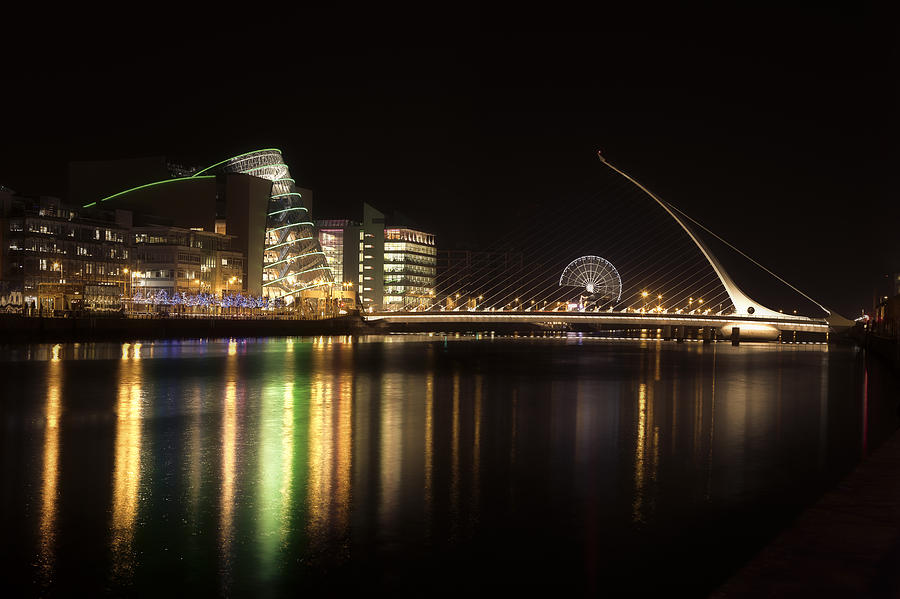
Vista nocturna de North Wall Quay, en los Docklands de Dublín.

Una de las zonas más concurridas es Temple Bar, al sur del río Liffey. Frecuentada por turistas de todo el mundo, ofrece lugares de temática diversa como el moderno Thunder Road Café. Otro lugar muy visitado es Trinity College, la universidad más prestigiosa de Irlanda, en especial porque en su biblioteca está expuesto el Libro de Kells. Frente a la entrada de la universidad, sobre la comercial Grafton Street, se encuentra la estatua de Molly Malone. Según una canción popular irlandesa, Molly Malone es una vendedora ambulante de pescado de día y prostituta de noche. Aunque ha habido intentos para comprobar que se trata de una figura histórica, no pudo confirmarse.
Muy tradicional también es la fábrica de cerveza Guinness, fundada por Arthur Guinness. Al finalizar el recorrido por la fábrica se puede disfrutar de una cerveza y de la vista panorámica de la ciudad desde la terraza.
Hay dos grandes parques urbanos en Dublín: St Stephen's Green, muy cercano a Grafton Street, y Phoenix Park, el parque urbano más grande de Europa. Se toca música en vivo en las calles y las avenidas. La ciudad ha producido varios músicos y bandas de rock de éxito internacional como U2, Rory Gallagher, Westlife, Hothouse Flowers, The Dubliners, Horslips, The Boomtown Rats, Thin Lizzy, Rob Smith, Boyzone, Ronan Keating, The Script y Kodaline entre otros. Los dos mejores cines del centro de Dublín son el Savoy Cinema y el Cineworld Cinema, ambos al norte del río Liffey. Se puede encontrar cine alternativo en el Instituto de Cine Irlandés en Temple Bar, en el Screen Cinema de la calle d'Olier y en el Lighthouse Cinema en el área de Smithfield.

### Exhibiciones

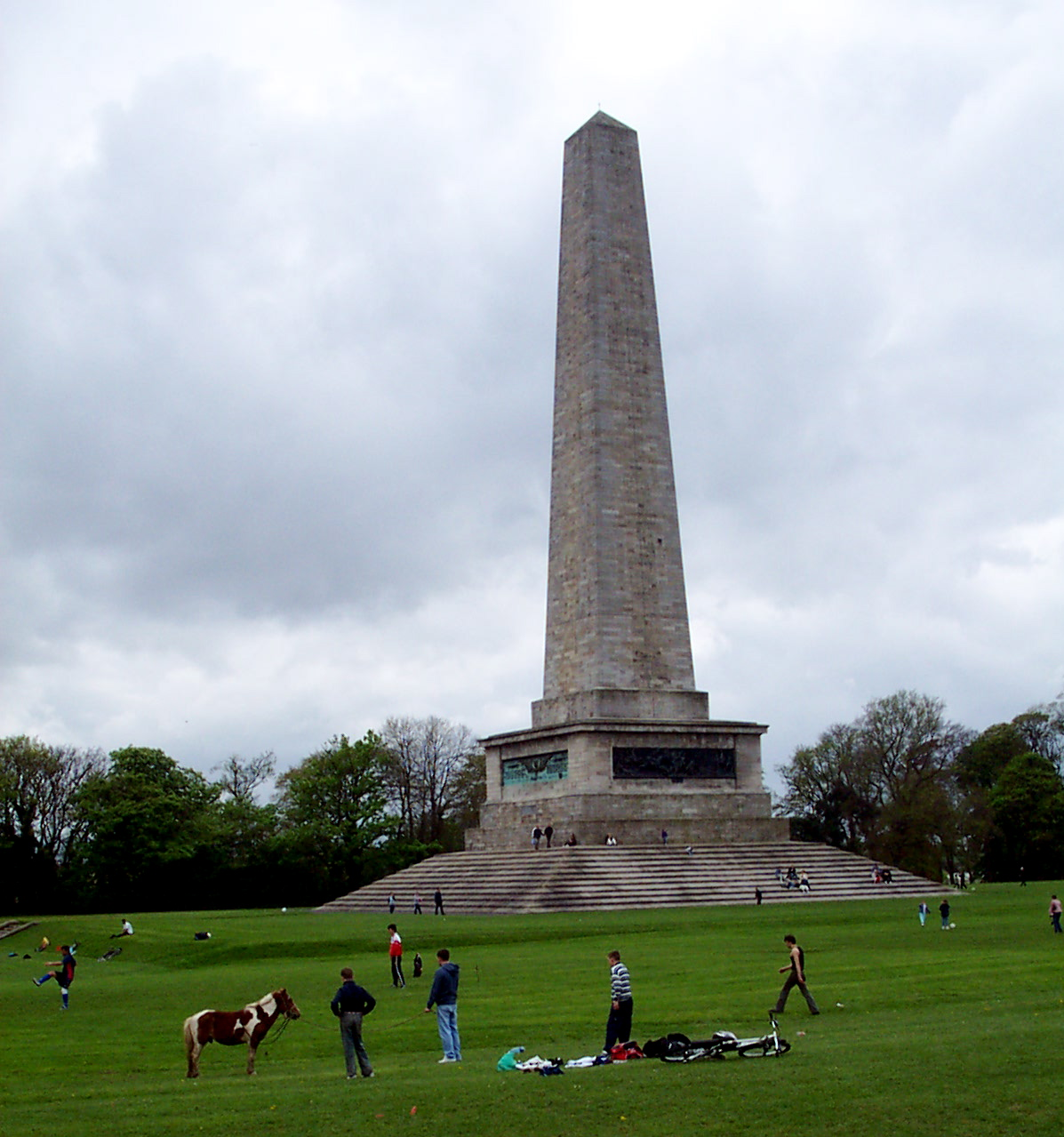
El Phoenix Park es uno de los parques urbanos más grandes de Europa. En la imagen vemos el Monumento a Wellington, que fue construido para conmemorar las victorias de Arthur Wellesley, primer duque de Wellington, nacido en Dublín en 1769.

- 1853 - Gran Exhibición Industrial (1853)
- 1865 - Exhibición Internacional de Artes y Manufacturas (1865)
- 1874 - Exhibición Internacional de Artes y Manufacturas (1874)

### Acontecimientos
- 1971 - Festival de Eurovisión 1971
- 1981 - Festival de Eurovisión 1981
- 1988 - Festival de Eurovisión 1988
- 1994 - Festival de Eurovisión 1994
- 1995 - Festival de Eurovisión 1995
- 1997 - Festival de Eurovisión 1997

## Deporte
Las sedes de casi todas las organizaciones deportivas de Irlanda se encuentran en Dublín, y los deportes más jugados en la ciudad son los más populares de la isla: fútbol gaélico, fútbol, rugby union y hurling. Dublín alberga el quinto estadio más grande de Europa, Croke Park, con capacidad para 82 000 personas de la Asociación Atlética Gaélica. El estadio alberga tradicionalmente partidos de fútbol gaélico y de hurling durante los meses de verano. También alberga conciertos, con actuaciones de U2, Robbie Williams y Westlife, que actuaron allí recientemente.
Las selecciones irlandesas de fútbol y rugby juegan en el Aviva Stadium, construido en el mismo lugar en el que se encontraba el antiguo estadio de Lansdowne Road. Mientras se levantaba el nuevo estadio, jugaron sus partidos en Croke Park, lo que provocó una gran polémica entre los sectores más nacionalistas irlandeses, al creer que el estadio, al que consideran un símbolo nacional y que nunca había acogido partidos de fútbol y rugby, quedó profanado al acoger deportes de origen inglés.
| Equipo                              | Deporte | Competición          | Estadio             | Creación |
| ----------------------------------- | ------- | -------------------- | ------------------- | -------- |
| Shamrock Rovers Football Club       | Fútbol  | FAI Premier Division | Estadio de Tallaght | 1901     |
| Bohemian Football Club              | Fútbol  | FAI Premier Division | Dalymount Park      | 1901     |
| St Patrick's Athletic Football Club | Fútbol  | FAI Premier Division | Richmond Park       | 1929     |
| Shelbourne Football Club            | Fútbol  | FAI Premier Division | Tolka Park          | 1895     |
| University College Dublin A.F.C.    | Fútbol  | FAI Premier Division | UCD Bowl            | 1895     |
| Leinster Rugby                      | Rugby   | Magners League       | Aviva Stadium       | 1875     |

## Gobierno

### Gobierno local
El Consejo de la Ciudad de Dublín es una asamblea unicameral de 63 miembros elegidos cada cinco años en las zonas electorales locales. Está presidido por el Lord Mayor (en irlandés, Ardmhéara Bhaile Átha Cliath), elegido por un período de un año y que reside en la Mansion House de Dublín. Las reuniones del consejo se llevan a cabo en el Ayuntamiento de Dublín, mientras que la mayoría de sus actividades administrativas se realizan en las Oficinas Cívicas de Wood Quay. El partido o coalición de partidos con la mayoría de escaños asigna a los miembros del comité, introduce políticas y propone al alcalde. El Consejo aprueba un presupuesto anual para gastos en áreas como vivienda, gestión del tráfico, basura, drenaje y planificación. El administrador de la ciudad de Dublín es responsable de implementar las decisiones del Ayuntamiento, pero también tiene un poder ejecutivo considerable.

### Gobierno nacional

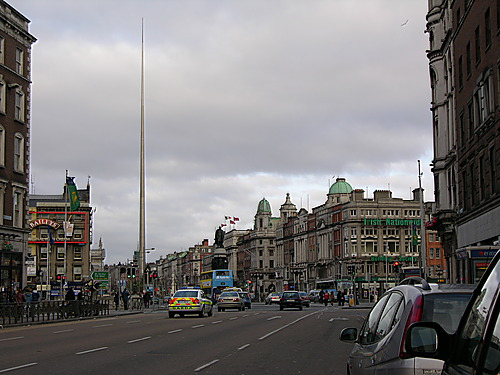
O'Connell Bridge y O'Connell Street desde Westmoreland Street. Al fondo, el Spire, el arte público más alto del mundo emplazado donde originalmente se situaba la Columna de Nelson, que fue vandalizada por activistas republicanos en 1966.

El Parlamento Nacional de la República de Irlanda, llamado los Oireachtas, está constituido por el presidente de Irlanda y por dos cámaras, la Dáil Éireann (la Cámara de Diputados o Representantes) y la Seanad Éireann (Senado). Los tres tienen sede en Dublín. El Presidente de Irlanda vive en Áras an Uachtaráin, la antigua residencia del Gobernador-General del Estado Libre Irlandés, situada dentro de uno de los parques más grandes de Europa, el Phoenix Park, solo 10 km² más pequeño que el Richmond de Londres, pero mayor que el Central Park de Nueva York. Ambas casas de los Oireachtas se reúnen en Leinster House, un antiguo palacio ducal al sur de la ciudad. El edificio ha sido el recinto de los parlamentos irlandeses desde la creación del Estado Libre Irlandés el 6 de diciembre de 1922.
El Gobierno tiene su base en los Edificios de Gobierno Irlandeses, un gran edificio diseñado por sir Aston Webb, el arquitecto que creó la fachada eduardiana del Palacio de Buckingham. Inicialmente, lo que hoy se conoce como los Edificios de Gobierno, se diseñó para ser utilizado como el Real Colegio de Ciencia, el último gran edificio construido por la administración británica en Irlanda. En 1921 la Casa de los Comunes del Sur de Irlanda se reunió ahí. Dada su ubicación cerca de Leinster House, el gobierno del Estado Libre Irlandés acondicionó parte del edificio para convertirlo en sede temporal de algunos ministerios. De cualquier manera, ambos y Leinster House (que originalmente se diseñó para ser la sede temporal del parlamento) se convirtieron en las sedes permanentes del gobierno y del parlamento respectivamente. Hasta 1990, el gobierno irlandés compartía el edificio con la Facultad de Ingeniería del University College Dublin, que retenía el bloque central del edificio. Sin embargo, tras la construcción del nuevo edificio para la Facultad de Ingeniería en el campus del UCD en Beldfield, el gobierno tomó control de todo el edificio y lo acondicionó completamente para usos gubernamentales. Las antiguas Casas Irlandesas del Parlamento del Reino de Irlanda están situadas en College Green.
Para las elecciones al Dáil Éireann, hay cinco distritos electorales que están total o predominantemente en el área de la ciudad de Dublín: Dublín Central (4 escaños), Dublín Bahía Norte (5 escaños), Dublín Noroeste (3 escaños), Dublín Sur-Central ( 4 plazas) y Dublín Bahía Sur (4 plazas). En total se eligen veinte escaños. La circunscripción de Dublin West Oeste 4 escaños) se encuentra parcialmente en la ciudad de Dublín, pero predominantemente en Fingal.
En las elecciones generales de 2020, la ciudad de Dublín eligió a 5 representantes del Sinn Féin, 3 del Fine Gael, 3 del Fianna Fáil, 3 del Partido Verde, 3 de los Socialdemócratas, 1 del partido Derecho al Cambio, 1 de la alianza El pueblo antes que el lucro/ Solidaridad y 1 del Partido Laborista.

## Infraestructuras

### Comunicaciones y medios
Dublín es el centro de comunicaciones y medios en Irlanda, con muchos periódicos, estaciones de radio, estaciones de televisión y compañías de teléfono que poseen centros operativos. La Radio Telefís Éireann (RTÉ) es la difusora nacional del Estado, y tiene sus oficinas principales y estudios en Donnybrook, Dublín. Fair City es la telenovela de la difusora basada en la capital, situada en el suburbio ficticio de Carraigstown. TV3, 3e, City Channel, Sky News Ireland y Setanta Sports también tienen base en Dublín. La infraestructura principal y las oficinas del An Post y la otrora compañía telefónica del estado Eir, así como Vodafone y O2 están ubicadas en la capital. También es centro de operaciones de importantes periódicos nacionales como The Irish Times y el Irish Independent.

### Vivienda
Los alquileres que se cobran a los inquilinos son muy elevados. En 2019, se sitúan entre los 1300 y los 1800 euros de media para un apartamento de un dormitorio.

## Transporte

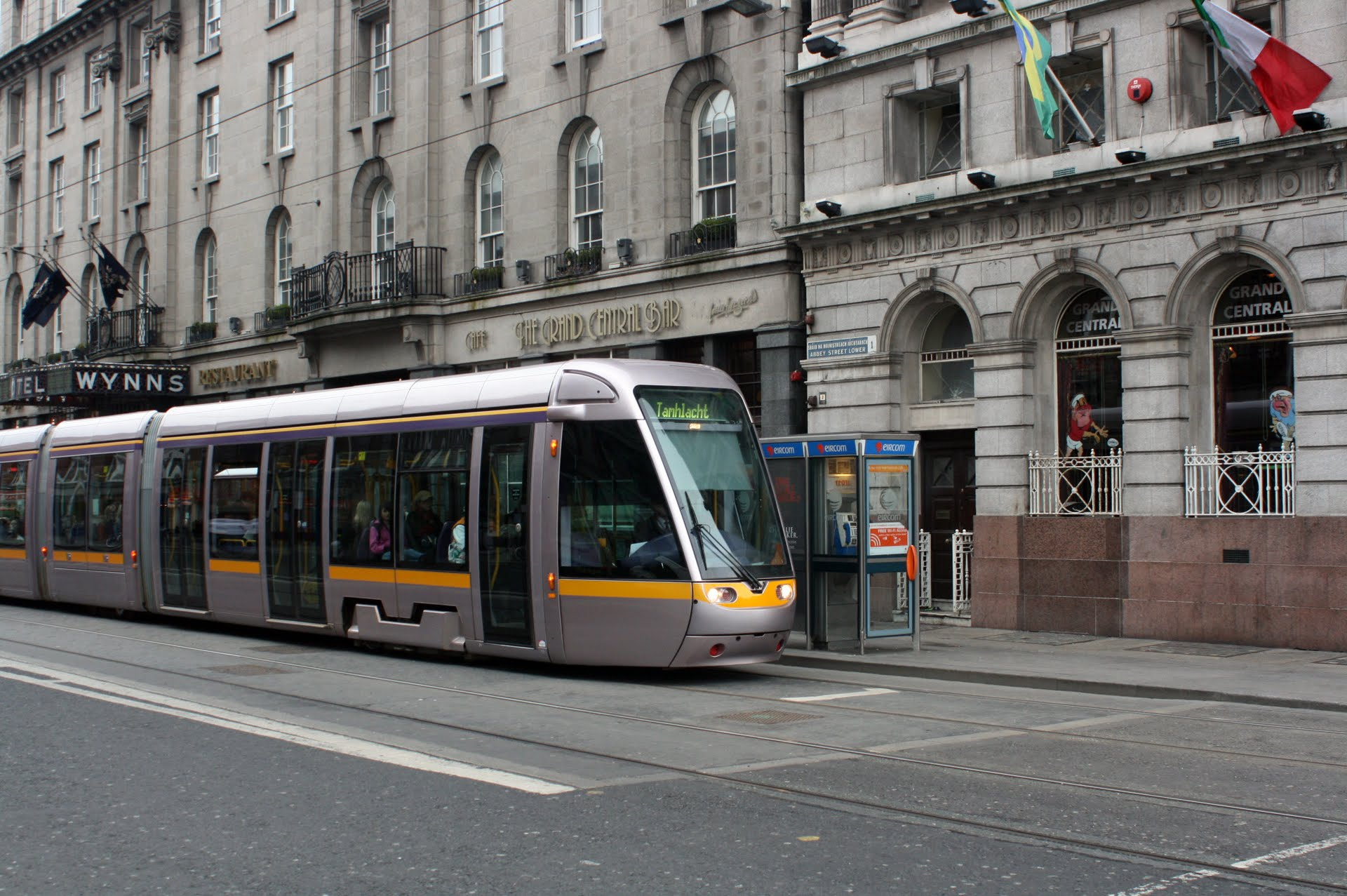
Luas circulando por Abbey Street Lower.

Uno de los principales medios de transporte de Dublín es el tren metropolitano de Dublín, DART (Dublin Area Rapid Transit) que recorre la costa de la ciudad desde Malahide, al norte, hasta Greystones, al sur.
Otra buena forma de moverse por Dublín es por medio de los autobuses urbanos (Dublin Bus) que con sus rutas cubren la mayoría de la ciudad. El Luas, tranvía que discurre por el centro de la ciudad y su área metropolitana, es uno de los medios de transporte urbano más utilizados por los dublineses. Las estaciones ferroviarias más importantes, en las que se puede coger tanto el DART como el Luas, son las de Heuston, Connolly, Docklands Railway Station y Pearse Street. El aeropuerto de Dublín sirve a esta ciudad y a sus alrededores, situado al norte, a 10 km de la ciudad, dicho aeropuerto tiene rutas muy variadas con el Reino Unido, Francia y España. Por otra parte desde el puerto de Dún Laoghaire tienen como salida ferries con diferentes destinos. Este servicio se interrumpió en 2014 cuando salió el último ferry de Dún Laoghaire con destino a Gran Bretaña. Actualmente el servicio de ferris a Francia y Gran Bretaña (Holyhead o Liverpool) se presta exclusivamente desde el puerto de Dublín.

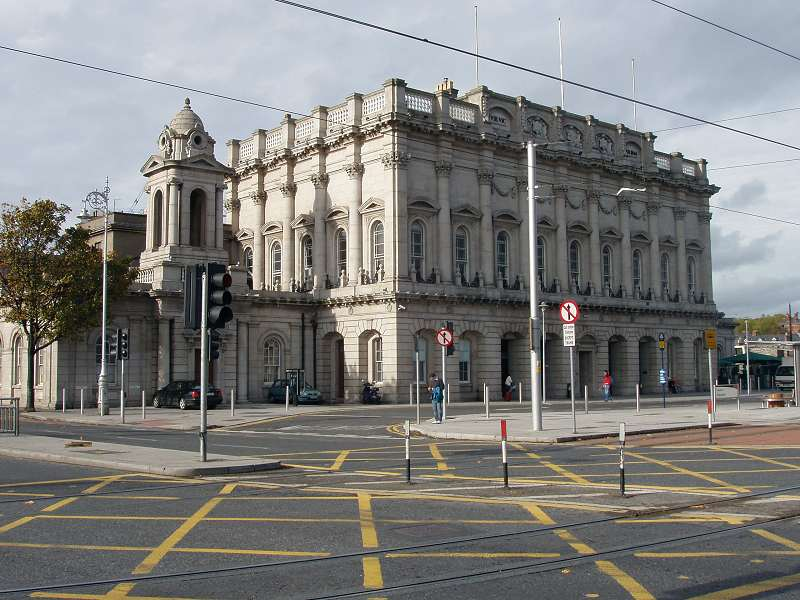
Heuston Station.
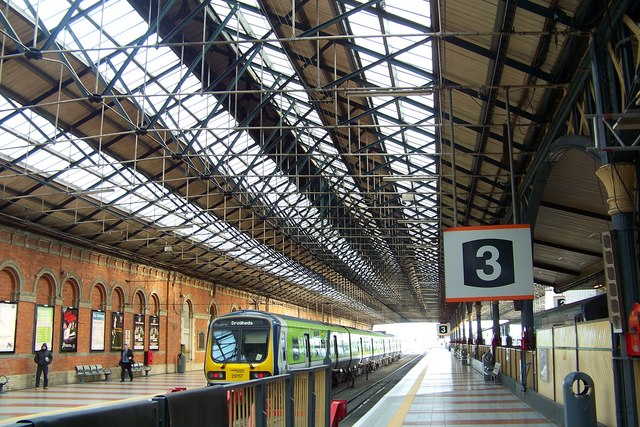
DART en Connolly Station.
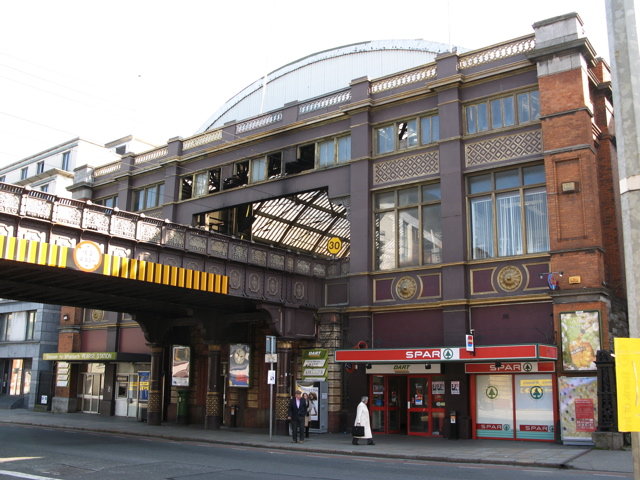
Pearse Street Station.
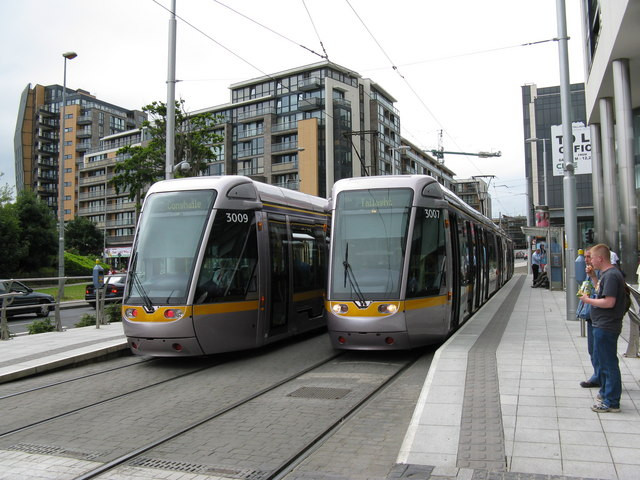
Luas circulando por la zona de Tallaght.
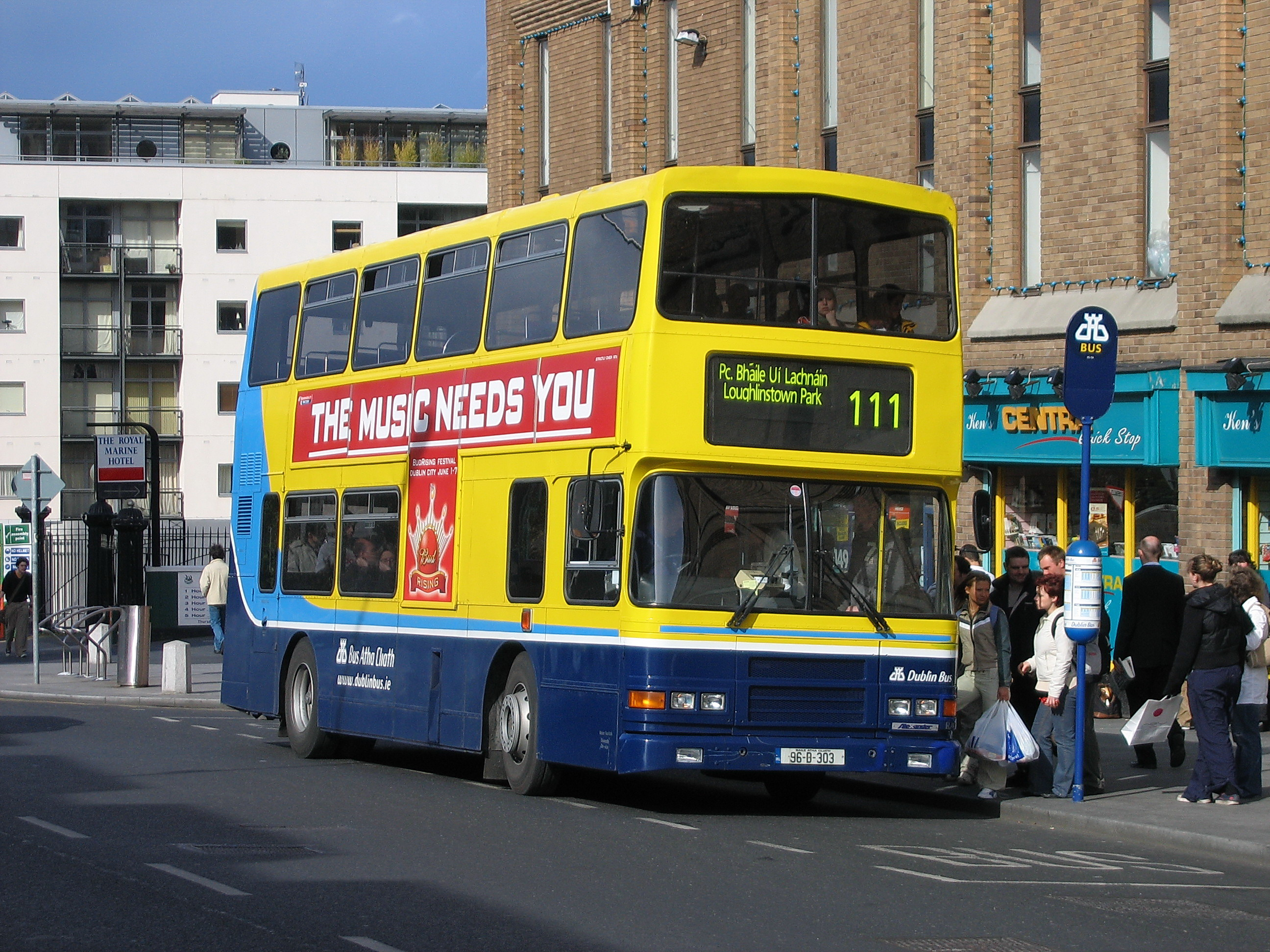
Dublin Bus.

## Empleo del irlandés
En Dublín tradicionalmente se hablaban dos idiomas, inglés e irlandés, una situación que también se encuentra en la zona circundante, The Pale. Los irlandeses del condado de Dublín representaban la extensión más oriental de una amplia zona dialectal central que se extendía entre Leinster y Connacht, pero tenía sus propias características locales. También puede haberse visto influida por el dialecto del este del Úlster del condado de Meath y por el condado de Louth al norte.
En palabras de un administrador inglés del siglo XVI, William Gerard (1518-1581): "Todos los ingleses, y la mayoría con deleite, incluso en Dublín, hablan irlandés". Richard Stanihurst (1547-1618), un historiador del período hiberno-normando, escribió lo siguiente: "cuando su posteridad no se volvió tan cautelosa en el mantenimiento, como sus antepasados fueron valientes en la conquista, la lengua irlandesa fue liberada en el idioma inglés: este cáncer tomó una raíz tan profunda, como el cuerpo que antes estaba íntegro y sano, que poco a poco se iba pudriendo, y en cierto modo lo dejó totalmente putrefacto".
Las autoridades inglesas del período cromwelliano aceptaron el hecho de que el irlandés se hablase ampliamente en la ciudad y sus alrededores. En 1655, se ordenó a varios dignatarios locales que supervisaran una conferencia en irlandés que se daría en Dublín. En marzo de 1656, un sacerdote católico convertido, Séamas Corcy, fue designado para predicar en irlandés en la parroquia de Bride todos los domingos, y también se le ordenó predicar en Drogheda y Athy. En 1657, los colonos ingleses de Dublín presentaron una petición al Consejo Municipal quejándose de que en la propia Dublín "se habla común y habitualmente el irlandés".
A principios del siglo XVIII en Dublín, el irlandés era el idioma de un grupo de poetas y escribas liderados por Seán y Tadhg Ó Neachtain. La actividad de los escribas irlandeses persistió en Dublín durante todo el siglo XVIII.Todavía había hablantes nativos de irlandés en el condado de Dublín en el momento del censo de 1851.
Aunque el número de hablantes de irlandés disminuyó en toda Irlanda en el siglo XIX, a finales de siglo se produjo un resurgimiento del gaélico, centrado en Dublín y acompañado de una renovada actividad literaria. Este fue el presagio de una renovación constante del irlandés urbano, aunque con nuevas características propias.
Dublín tiene ahora muchos miles de hablantes habituales de irlandés, y el censo de 2016 muestra que los hablantes diarios (fuera del sistema educativo) ascendían a 14 903 personas. Forman parte de una cohorte urbana de habla irlandesa que generalmente tiene un mejor nivel educativo que los angloparlantes monolingües.
El grupo de habla irlandesa de Dublín cuenta con el apoyo de varias escuelas de nivel medio irlandés. En la región de Dublín hay 12.950 estudiantes que asisten a 34 gaelscoileanna (escuelas primarias de idioma irlandés) y 10 gaelcholáistí (escuelas secundarias de idioma irlandés).
Dos estaciones de radio en irlandés, Raidió Na Life y RTÉ Raidió na Gaeltachta, tienen estudios en la ciudad, y la estación en línea Raidió Rí-Rá transmite desde sus estudios de Dublín. En la capital también hay varias agencias del idioma irlandés. Conradh na Gaeilge ofrece clases de idiomas y se utiliza como lugar de encuentro para diferentes grupos. Las zonas de habla mayoritariamente irlandesa más cercanas a Dublín son Ráth Cairn y Baile Ghib, ambas en el condado de Meath, a 55 km de distancia.

## Ciudades hermanadas
- Posadas, Misiones, Argentina.
- Barcelona, Cataluña, España (1998)[52]
- Liverpool, Inglaterra, Reino Unido (1997)[53]
- San José, California, Estados Unidos (1986)[54]
- Matsue, Prefectura de Shimane, Japón (1989)[55]
- Ciudad de México, México (2009)[56]
- León, Castilla y León, España (2009)[57]
- Guadalajara, Jalisco, México (2013)

| Predecesor: Glasgow | Capital Europea de la Cultura 1991 | Sucesor: Madrid |